# Track while scan

Le mode track while scan (TWS) (poursuite pendant le balayage) est un mode radar dans lequel le radar alloue une partie de ses ressources à la poursuite d'une ou de plusieurs cibles pendant qu'une autre partie est utilisée pour le balayage. Ce mode est donc différent du mode de poursuite directe où la totalité des ressources est dédiée à la poursuite des cibles acquises. En mode TWS le radar peut acquérir de nouvelles cibles tout en donnant une vue générale de l'espace aérien et aide ainsi le pilote à conserver une bonne connaissance de la situation,.

## Contexte
Les premiers radars embarqués n'étaient généralement utilisés que comme des systèmes de poursuite avec un opérateur dédié qui en assurait les réglages manuellement pour localiser des cibles dans un champ de vision relativement étroit en avant de l'avion. La zone de recherche pouvait être changée à l'aide de différentes méthodes : déphasage ou commutation des lobes sur les systèmes à fréquence d'émission basse nécessitant de grandes antennes, ou encore en orientant l'antenne parabolique sur les radars à micro-ondes. Un engagement commençait par un guidage de l'avion en radiotéléphonie depuis le sol jusqu'à ce qu'il arrive dans la région où se trouvait la cible, puis, lorsque la cible était à portée du radar propre de l'avion, l'opérateur prenait le relais et guidait à son tour le pilote vocalement. Il n'y avait pas de différence notable entre la recherche et la poursuite d'une cible.
Les radars au sol, comme le SCR-584, ont permis d'automatiser cette procédure rapidement après leur apparition. En mode balayage le SCR-584 faisait tourner son antenne sur 360 degrés et chaque écho était tracé sur l'écran d'un PPI (Plan Position Indicator). Les opérateurs avaient ainsi une représentation de toutes les cibles à portée (environ 60 km) ainsi que leur direction relative par rapport au radar. Quand un des échos paraissait intéressant le radar était commuté en mode poursuite et verrouillé sur la cible. À partir de cet instant il conservait son antenne automatiquement pointée sur la cible et transmettait à un affichage de type B sa direction précise, son altitude et sa distance. La charge de travail de l'opérateur en était considérablement allégée.
Les progrès de l'électronique font que la miniaturisation du SCR-584 n'était plus qu'une question de temps avant qu'il ne soit possible de l'embarquer dans un avion. Les premiers radars de ce type embarqués apparurent à la fin des années 1950 et restèrent courants jusqu'aux années 1980.
Le concept de « verrouillage » est devenu de première importance avec l'apparition des missiles guidés par radar semi-actif. Ces missiles utilisent le radar du lanceur comme émetteur pour « éclairer » la cible, le radar du missile n'ayant plus qu'à détecter l'écho émis par la cible pour se diriger sur elle. Ceci suppose, pour émettre un signal de guidage stable, que le radar soit verrouillé sur la cible. L'inconvénient du système est qu'une fois que le radar de bord du lanceur est verrouillé sur la cible, l'opérateur radar perd toutes autres informations sur d'autres cibles. Ceci est le problème que le track while scan est censé résoudre.
Dans les radars traditionnels le système d'affichage est purement électrique. Les signaux en provenance de l'antenne du radar sont amplifiés et envoyés directement sur un oscilloscope. Il y a une correspondance directe entre le point affiché sur l'écran de l'oscilloscope et le signal radio reçu par l'antenne. Chaque point affiché correspondant à une direction particulière de l'antenne disparait lorsque l'antenne n'est plus tournée dans cette direction. Pour que l'opérateur puisse lire plus facilement les informations les oscilloscopes ont un écran au phosphore luminescent à forte rémanence ce qui constitue une espèce de forme rudimentaire de « mémoire ».

## Track while scan
Les radars track while scan ont vu le jour avec l'apparition de deux nouvelles technologies : l'antenne réseau à commande de phase et la mémoire informatique.

Les antennes réseau à commande de phase sont devenues opérationnelles dans les années 1960 grâce aux oscillateurs électroniques radio-fréquence ajustables de forte puissance. En décalant légèrement la phase de chaque antenne dans un groupement, le signal résultant de la somme des signaux de ces antennes peut être dirigé et concentré électroniquement. Mais, le plus important dans le développement du radar track while scan reste la mise au point d'ordinateurs numériques et des mémoires qui leur étaient associées qui permettent de conserver les données du mode balayage le temps nécessaire.
Dans les radars track while scan, l'affichage n'est plus connecté à l'antenne qui envoie ses signaux directement à un ordinateur. Ce dernier interprète les signaux et calcule un « fichier de poursuite » pour toute information qui aurait normalement généré un simple bip. Lorsque le radar revient sur cette même zone, chaque écho est corrélé avec l'enregistrement original et le fichier de poursuite est soit mis à jour, soit détruit, selon ce qu'il convient de faire. Un second dispositif lit en permanence les données du fichier de poursuite stockées dans la mémoire et les affiche sur l'écran sous forme d'une série d'icônes avec des annotations. En revanche, par rapport au mode de poursuite directe, avec le mode track while scan les radars doivent résoudre un problème nouveau qui consiste à savoir si chaque cible détectée est une cible nouvelle ou fait partie de cibles déjà enregistrées.
Comme la position des cibles reste connue, même lorsque l'antenne n'est pas dirigée vers elles, les radars peuvent retourner sur une même partie du ciel au cours du balayage suivant et émettre de l'énergie à nouveau vers la cible. Du coup, même si le radar n'éclaire pas la cible en permanence comme dans le cas d'un verrouillage traditionnel, il émet suffisamment d'énergie sur la cible pour permettre à un missile d'effectuer sa poursuite. C'est ici qu'une antenne réseau à commande de phase prend son importance car elle permet au signal d'être concentré sur la cible même si l'antenne n'est pas pointée exactement sur elle. De cette façon la cible est éclairée pendant plus de temps alors que l'antenne est orientée grossièrement. Les antennes réseau à commande de phase modernes rendent les choses encore plus faciles en permettant au signal d'être dirigé sur la cible en permanence.
Le système de poursuite original était le dispositif Semi-Automatic Ground Environment (SAGE) conçu pour l’US Air Force. Le SAGE nécessitait d'énormes calculateurs pour générer et conserver les traces de douzaines d'avions. Le premier radar TWS embarqué n'assurait la poursuite que d'une seule cible pendant le balayage. Il s'agissait du radar AN/ASG-18 de Hughes Aircraft embarqué sur XF-108 Rapier. L'AN/APQ-81 du F6D Missileer (en) était plus évolué et pouvait poursuivre jusqu'à huit cibles, mais il nécessitait son propre opérateur.
C'est avec l'arrivée des calculateurs numériques et, plus particulièrement, des microprocesseurs que le TWS devint réellement opérationnel dans ses applications embarquées. Les progrès des TWS suivaient le plus souvent les progrès des microprocesseurs qui les équipaient. l'AN/AWG-9 du F-14 Tomcat était pourvu d'un Intel 8080 et pouvait suivre 24 cibles à la fois.